# Anopoli (Sfakia)
Anopoli (griechisch Ανώπολη (f. sg.)) ist ein Dorf der Gemeinde Sfakia im Südwesten der griechischen Insel Kreta. Gemeinsam mit vier weiteren kleinen Siedlungen bildet das Dorf die gleichnamige Dimotiki Kinotita (Δημοτική Κοινότητα Ανωπόλεως Dimotikí Kinótita Anopóleos).

## Lage

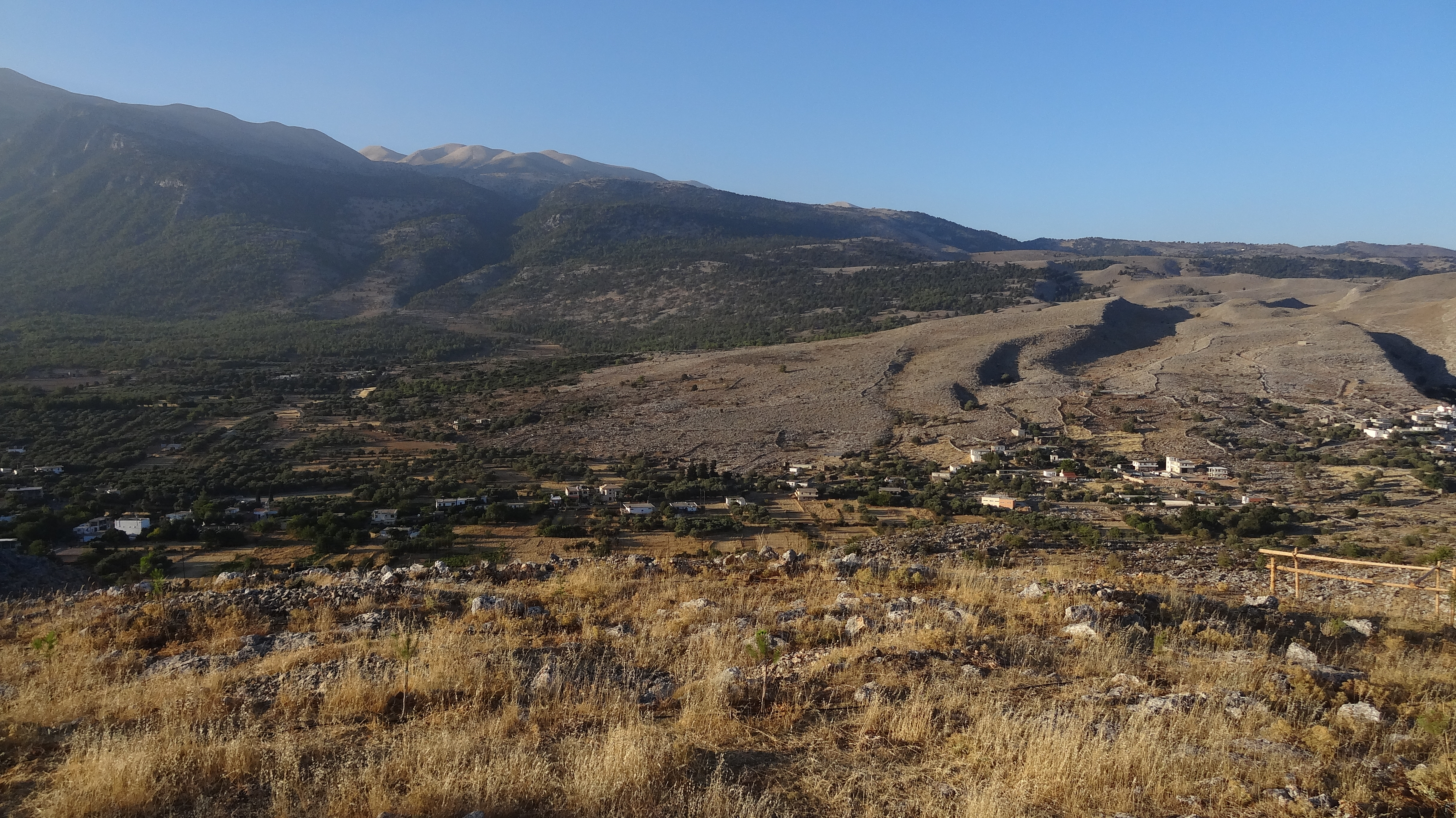
Blick auf Anopoli

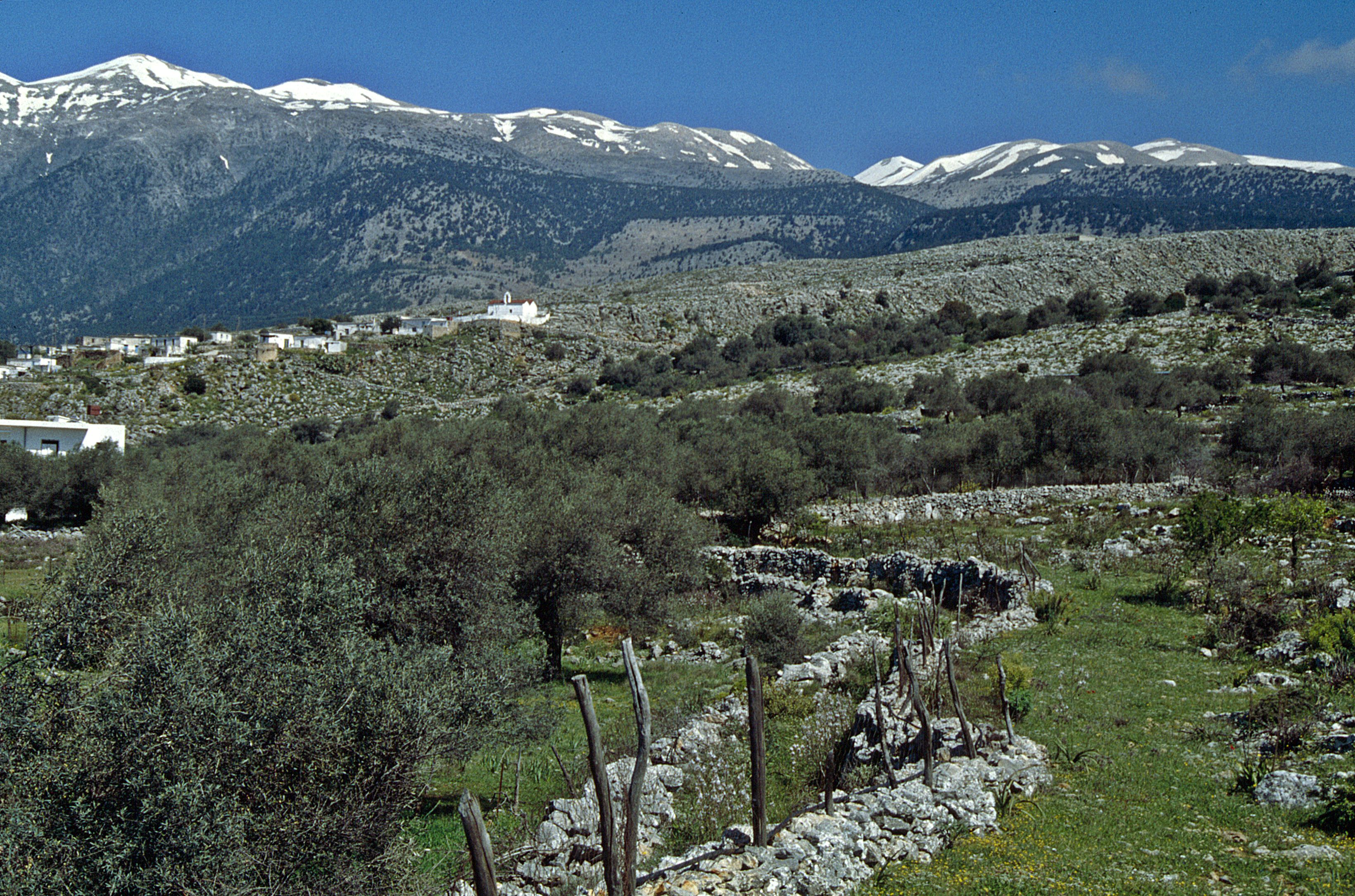
Anopoli, im Hintergrund die Lefka Ori

Die Dimotiki Kinotita Anopoli bildet mit rund 100 km² die flächengrößte Dimotiki Kinotita der Gemeinde Sfakia. Sie grenzt im Norden an die Gemeinden Chania und Apokoronas. Benachbarte Dimotikes Kinotites innerhalb der Gemeinde Sfakia sind Agia Roumeli und Agios Ioannis im Westen sowie Askyfos und Chora Sfakion im Osten.
Das Dorf liegt auf einer Hochebene südlich der Lefka Ori in der Nähe der Aradena-Schlucht. Es besteht eine Straßenverbindung nach Chora Sfakion und über die Aradena-Schlucht nach Agios Ioannis.

## Geschichte
Die weitläufige Streusiedlung blickt auf eine mehr als 2300 Jahre alte Geschichte zurück. Das antike Anopoli befand sich auf einem Hügel etwas südlich des heutigen Ortes. Im Hellenismus und unter der Herrschaft der Römer brachte es der Ort zu gewissem Wohlstand., sodass Anopoli eigene Münzen prägen konnte. Als Seezugang fungierte der Handelshafen von Loutro, mit dem ein Kalderimi verband. Von der antiken Stadt blieben noch Fragmente von Behausungen, das Fundament eines römischen Tempels und im Bereich des Friedhofs römische Grabstätten erhalten.

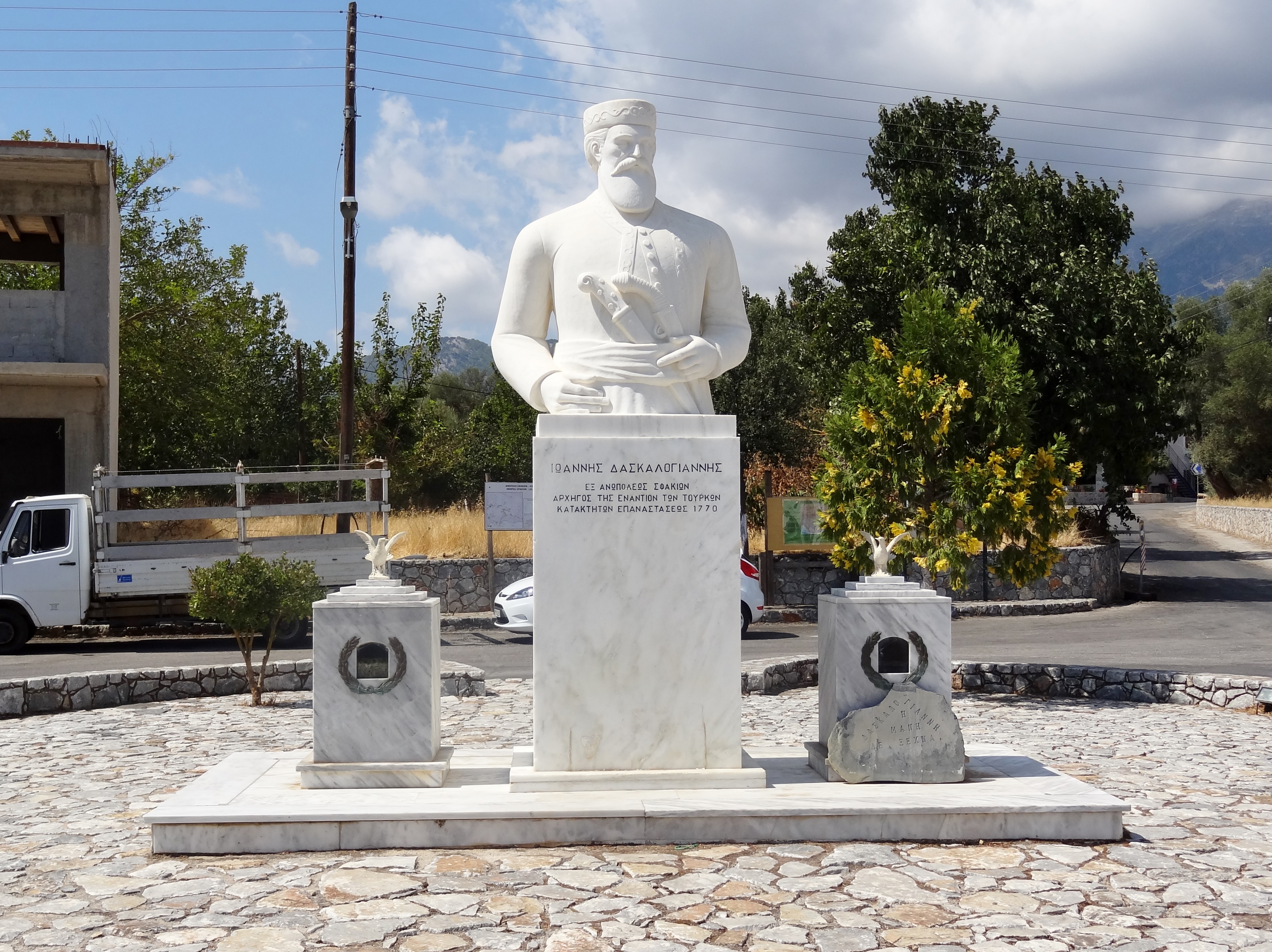
Daskalogiannis-Denkmal

Wie auch andere Dörfer in der Sfakia war Anopoli ein Hort des Widerstands gegen jegliche Fremdherrschaft. Als Folge davon wurde der Ort mehrmals zerstört, 1365 von den Venezianer, 1770 von den Osmanen. In dem Kreisverkehr am Dorplatz erinnert eine überlebensgroße Statue an den in Anopoli geborenen Freiheitskämpfer Daskalogiannis, der 1770 den Aufstand gegen die osmanische Herrschaft anführte. Nach ihm sind heute der Flughafen Chania und ein Fähre der Schifffahrtsgesellschaft Anendyk benannt.

## Touristisches

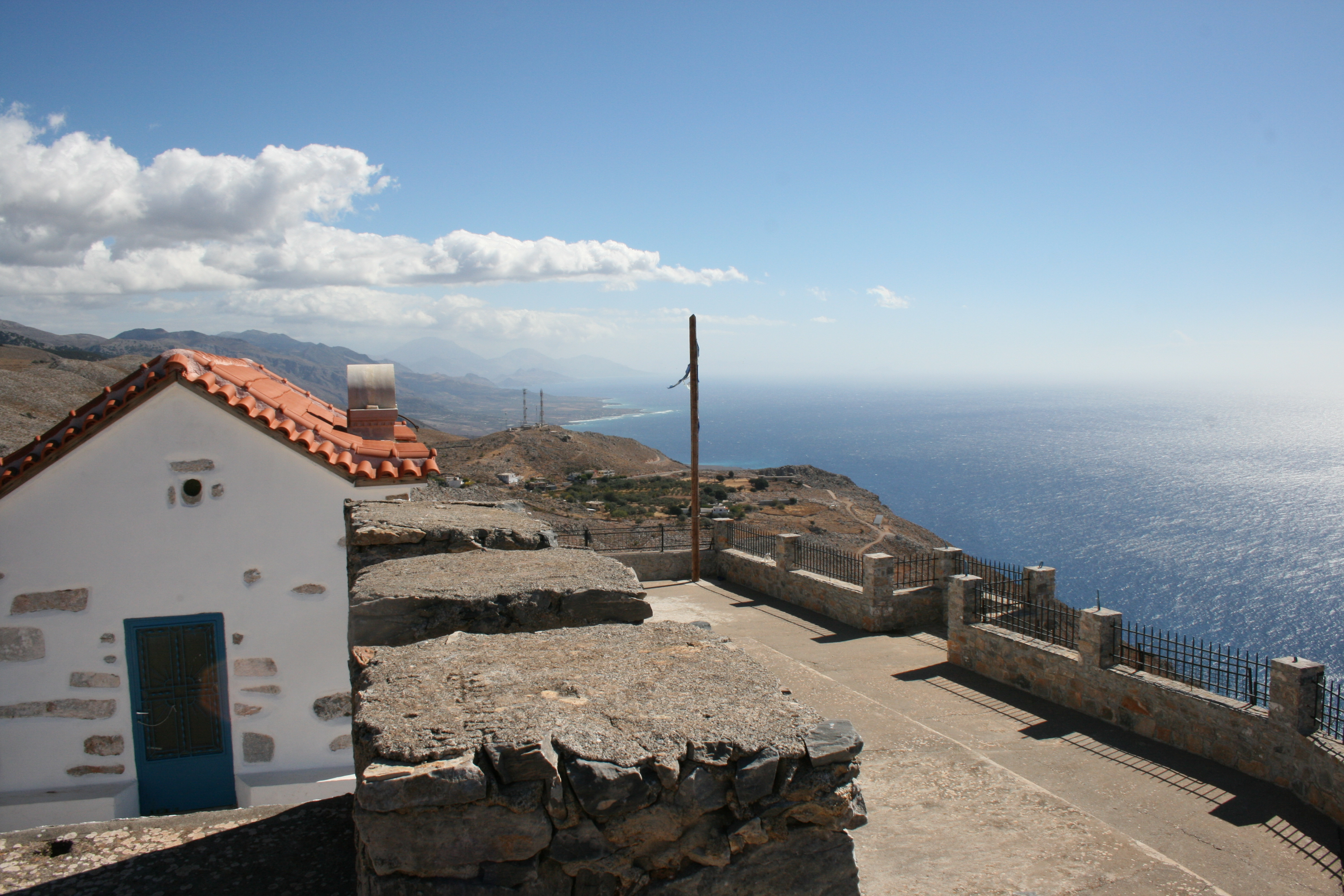
Kapelle Agia Ekaterini

In der Dorfmitte mit dem Daskalogiannis-Denkmal gibt es zwei Tavernen und einige wenige einfache Pensionen. Auf der Steilküste am südlichen Ortsrand steht auf 687 m Höhe die Kapelle Agia Ekaterini, von der sich ein spektakulärer Tiefblick auf die halbrunde Bucht von Loutro am Libyschen Meer ergibt. Von Agia Ekaterini kann auf einem restaurierten Kalderimi in etwa eineinhalb Stunden zum Meer abgestiegen werden.
Anopoli ist Ausgangspunkt für die Besteigung des Pachnes (2453 m), dem höchsten Gipfel der Weißen Berge.
Weitere Wanderziele in der Nähe sind die Aradena-Schlucht und das Bergdorf Agios Ioannis, von dem ein markierter Wanderpfad auf den Papa Kefala (1015 m) hinaufführt.